# Аркадьєв Іван Петрович
Іван Петрович Арка́дьєв (19 січня 1882, Санкт-Петербург — 30 червня 1946, Ленінград) — російський радянський диригент і композитор.

## Біографія
Народився 7 [19] січня 1882 року у місті Санкт-Петербурзі. 1893 року закінчив Санкт-Петербурзьку консерваторію (клас скрипки Леопольда Ауера). Теорію композиції вивчав у Анатолія Лядова.
З 1896 року — диригент театру Кононова, Народного дому у Санкт-Петербурзі. 1902 року поставив оперу «Пан сотник» Георгія Козаченка (перше виконання). Впродовж 1920–1923 років був диригентом оперної трупи Лева Сибірякова в Одесі, ректором і професором Одеської консерваторії. З 1923 року працював у музичній самодіяльності у Петрограді.
Помер у Ленінграді 30 червня 1946 року.

## Творчість
Автор симфонічних творів, в тому числі увертюри «Петро Великий», «Інтермеццо»; хорових творів («Жовтень», «Москва», «Ленін» і інші), романсів, фортепіанних п'єс тощо.